# Temnadenia violacea
Temnadenia violacea là một loài thực vật có hoa trong họ La bố ma. Loài này được (Vell.) Miers miêu tả khoa học đầu tiên năm 1878.